# دوري المقاطعات الشمالي الغربي 1994–95
دوري المقاطعات الشمالي الغربي 1994–95 هو موسم من دوري المقاطعات الشمالي الغربي. فاز فيه نادي برادفورد بارك أفنيو.